# Kelloggina spinivectis
Kelloggina spinivectis är en tvåvingeart som först beskrevs av Lutz 1920.  Kelloggina spinivectis ingår i släktet Kelloggina och familjen Blephariceridae. Inga underarter finns listade i Catalogue of Life.